# Ulrich Feine
Ulrich Feine (* 18. Januar 1925 in Rostock; † 16. Januar 2018 in Tübingen) war ein deutscher Facharzt für Röntgenologie, Strahlenheilkunde und Nuklearmedizin und Hochschullehrer.

## Leben
Ulrich Feine besuchte von 1931 bis 1935 eine Grundschule in Tübingen und von 1935 bis 1943 das humanistische Uhland-Gymnasium in Tübingen, wo er sein Abitur machte. Nach dem Schulabschluss wurde er zum Wehrdienst eingezogen. Er wurde Sanitätsoffiziersanwärter der Marine und geriet zum Kriegsende in Kriegsgefangenschaft. Nach dem Krieg studierte er von 1946 bis 1950 Humanmedizin an der Universität Tübingen und schloss das Studium mit Staatsexamen ab. 1951 promovierte er zum Dr. med. Weitere Ausbildungen führten Feine nach Marburg, als Gastassistent an die Universität in Pavia und in die Radiologie von Rudolf Schinz an der Universität Zürich. 1954 erhielt er seine Approbation als Arzt. Nach seinem Aufenthalt in Zürich wechselte Feine 1955/56 an das Max-Planck-Institut für Biophysik in Frankfurt am Main. Anschließend kehrte er nach Tübingen zurück und übernahm als Oberarzt des Medizinischen Strahleninstituts unter Robert Bauer ein Radioisotopen‐Labor mit Diagnostik. 1958 führten ihn Weiterbildungen in der Radioisotopenanwendung und im Strahlenschutz an das Royal Marsden Hospital in London und die Reactorschool in Harwell (England). 1959 schloss er seine Weiterbildungsmaßnahmen als Facharzt für Röntgenologie und Strahlenheilkunde ab. 1964 habilitierte er mit seiner Arbeit DNS Synthese und Strahlenwirkung – Experimentelle Untersuchungen mit Tritium-markiertem Thymidin an normalem und Tumorgewebe. Ab 1968 leitete er die Abteilung Nuklearmedizin des Medizinischen Strahleninstitutes unter Leitung von Walter Frommhold. 1974 wurde er zum ordentlichen Professor für Nuklearmedizin und Radiologie berufen und leitete bis zu seiner Emeritierung 1993 als Ärztlicher Direktor die eigenständige Nuklearmedizinische Abteilung am Klinikum der Eberhard‐Karls‐Universität Tübingen.
Ulrich Feine war zweimal verheiratet und Vater von vier Töchtern.

## Auszeichnungen
- 1972 Patschke-Preis der Universität München zum 500. Jahresjubiläum
- 1982 Korrespondierendes Mitglied der Schweizer Gesellschaft für Radiologie und Nuklearmedizin
- 1987 Ehrenmitglied der Association Européenne de Radiologie
- 1992 Ehrenvorsitzender der Südwestdeutschen Nuklearmedizinischen Gesellschaft
- 1994 Ehrenmitglied der Schweizer Radiologischen Gesellschaft

## Schriften
- Ulrich Feine und Wolfgang Müller-Schauenburg: Skelettszintigraphie: Knochendiagnostik mit neuen Verfahren. Wachholz Verlag, 1989, ISBN 978-3-8133-1261-4.
- Ulrich Feine und Karl zum Winkel: Nuklearmedizin - Szintigraphische Diagnostik. Georg Thieme Verlag, 1995, ISBN 978-3-13-448402-1.